# Juramento de fidelidade à bandeira

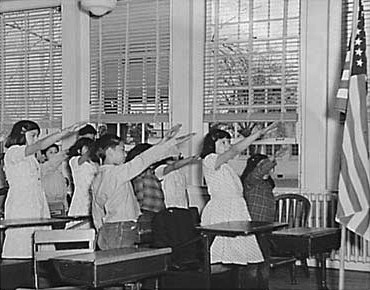
Estudantes fazem o juramento à bandeira dos Estados Unidos em 1941.

O juramento de fidelidade à bandeira - hoje em dia referido abreviadamente como juramento à bandeira ou juramento de bandeira - constitui um ato cerimonial no qual, perante uma determinada bandeira, se realiza um juramento de lealdade e compromisso para com o soberano, a pátria ou eventualmente outra entidade simbolizada e representada por aquela bandeira.
Em quase todos os países, o juramento de fidelidade à bandeira é realizado essencialmente em contexto militar ou paramilitar, constituindo, em regra, o evento solene que marca a incorporação formal de um militar, policial ou bombeiro nas respetivas instituições. Contudo, em diversos países é também realizado em contexto civil, tal como nos  âmbitos escolar, governamental e político.

## Brasil
O ato de jurar a bandeira nacional faz parte do cerimonial das Forças armadas do Brasil, com a seguinte:
“Incorporando-me (à Marinha do Brasil; ao Exército Brasileiro; ou à Força Aérea Brasileira), prometo cumprir rigorosamente as ordens das autoridades a que estiver subordinado, respeitar os superiores hierárquicos, tratar com afeição os irmãos de armas, e com bondade os subordinados, e dedicar-me inteiramente ao serviço da Pátria, cuja Honra, Integridade, e Instituições, defenderei com o sacrifício da própria vida.” 
-Art.33 do estatuto dos militares das forças armadas do Brasil.

## Estados Unidos

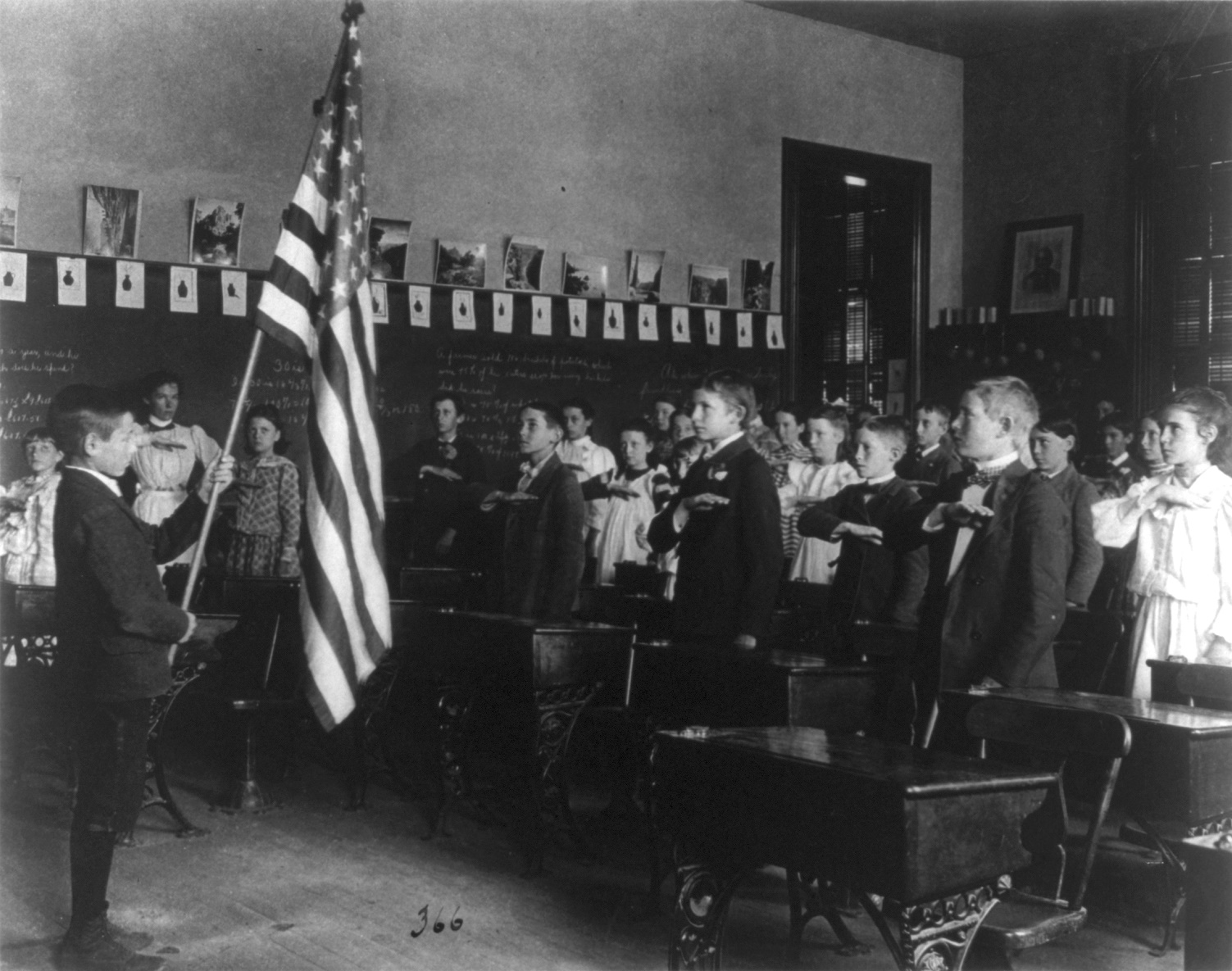
Saudação à bandeira em escola dos Estados Unidos (1899)

O juramento à bandeira (em inglês Pledge of Allegiance) é um compromisso com a bandeira federal dos Estados Unidos e deve ser dito, em uníssono, em lugares públicos e principalmente nas classes de todas as escolas públicas, onde é considerado um ritual matutino diário.  
As sessões Congressionais assim como muitas reuniões de governantes locais abrem com a recitação do juramento de bandeira.  A composição foi criada em 1892 por Francis Bellamy e adotada pelo Congresso dos Estados Unidos em 1942.

## Portugal
Em Portugal, o ato de jurar o pavilhão nacional está presente somente em cerimónias militares, quando os soldados prestam o compromisso de defender a pátria, simbolizada pela bandeira nacional, e cumprir os deveres militares, mesmo que isso implique o sacrifício da própria vida. Geralmente marca a conclusão com êxito da primeira parte da instrução militar:
Juro, como português e como militar, guardar e fazer guardar a Constituição e as leis da República, servir as Forças Armadas e cumprir os deveres militares. Juro defender a minha Pátria e estar sempre pronto a lutar pela sua liberdade e independência, mesmo com o sacrifício da própria vida
— Artigo 7º do Estatuto dos Militares das Forças Armadas portuguesas